# Glyptopleuridae
De Glyptopleuridae zijn een familie van uitgestorven kreeftachtigen uit de klasse van de Ostracoda (mosselkreeftjes).